# Fauverney
 Fauverney  là một xã ở tỉnh Côte-d’Or trong vùng Bourgogne-Franche-Comté, phía đông nước Pháp. Xã Fauverney nằm ở khu vực có độ cao từ 203-231 mét trên mực nước biển.